# Hilarographa odontia
Hilarographa odontia es una especie de polilla de la familia Tortricidae.
Fue descrita científicamente por Razowski & Wojtusiak en 2011.